# Климент VI
Климент VI (лат. Clemens; 1291, Розьє-д'Еглетон — 6 грудня 1352, Авіньйон) — сто дев'яносто сьомий папа Римський, понтифікат якого тривав з 7 травня 1342 року до 6 грудня 1352 року, четвертий папа періоду Авіньйонського полону.

## Біографія

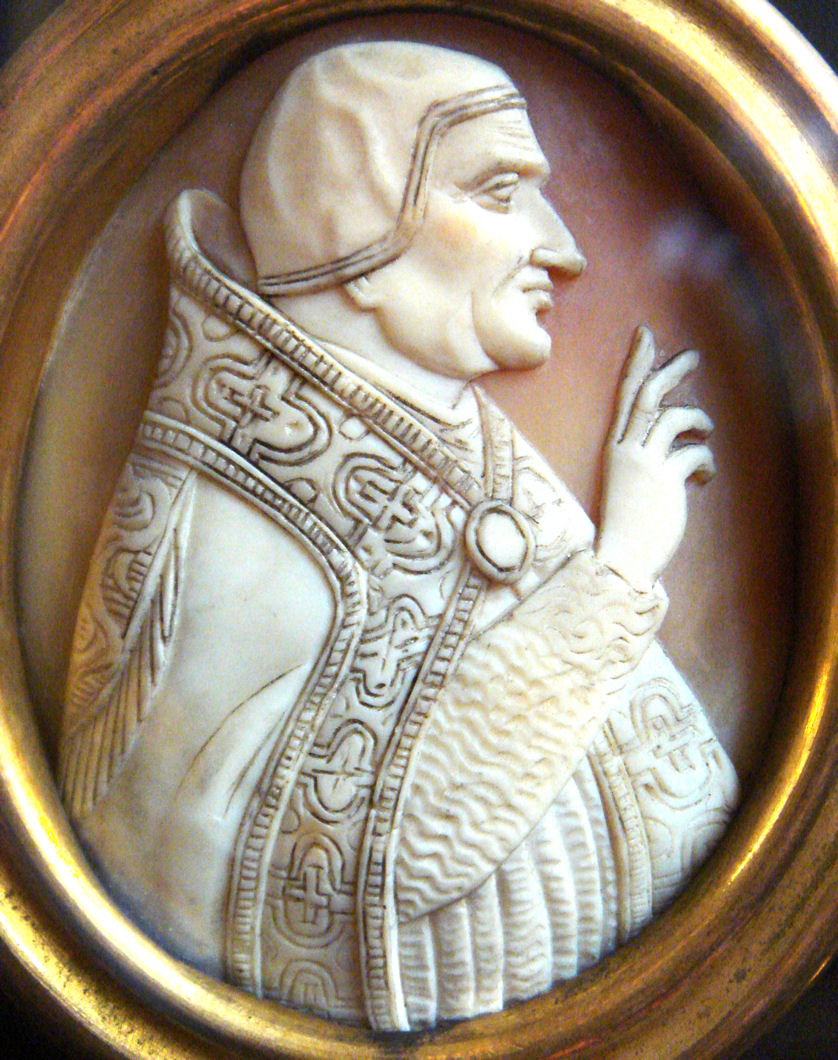
Камея папи Климента VI

Климент народився як П'єр Роже в замку Момонт, нині в муніципалітеті Розьє-д'Еглетон у родині заможного землевласника. Ще хлопчиком він вступив до ордена бенедиктинців, пізніше навчався у Парижі. Після висвячення у духовний сан став настоятелем монастиря у Фекамі, пізніше послідовно займав пости єпископа Арраса, лорда-канцлера Франції, архієпископа Санського та архієпископа Руанського. 1338 року він став кардиналом.
Як і його найближчі попередники, Климент був прихильником Франції та демонстрував ці симпатії, відмовившись повернутись до Вічного міста на прохання відомих мешканців Рима, серед яких був і Петрарка. Він також викупив Авіньйон із сюзеренітету неаполітанської королеви Джованни I за 80 000 золотих. Ці гроші ніколи не були сплачені, проте папа вважав, що він розрахувався з королевою, адже він відпустив її гріхи, що полягали у вбивстві чоловіка.
Климент VI видав буллу Unigenitus (27 січня 1343 року), якою узаконив право папи на видачу індульгенцій. За часів його правління у Європі тривала Чорна смерть, тобто найдовша в історії пандемія чуми (1347—1350), яка забрала від однієї до двох третин населення континенту. Климент VI доручив астрологам визначити причини пандемії, які пізніше вважали, що ця біда настала внаслідок перебування планет Сатурна, Юпітера та Марса на одній лінії. Незважаючи на застереження своїх лікарів, Климент VI брав участь у похованнях хворих на чуму, відвідував їх та приймав сповідь. Народна думка приписувала виникнення епідемії чуми діям євреїв, а тому Європою прокотилась хвиля погромів. 1348 року папа видав дві булли, в яких засудив насильство щодо євреїв, а також зобов'язав духовенство захищати їх.
Климент продовжував боротьбу своїх попередників з імператором Священної Римської імперії Людовиком IV. Він відлучив останнього від церкви після проведених перемовин 13 квітня 1346 року, а також керував обранням імператором Карла IV, який здобув загальне визнання після смерті Людовика IV у жовтні 1347 року. Саме ці дії припинили розкол у Німеччині. 1343 року Климент проголосив Хрестовий похід, проте ніякі дії не вчинялись, окрім морського нападу на Смірну (29 жовтня 1344 року).
Климент VI помер у грудні 1352 року.